# Glendoick

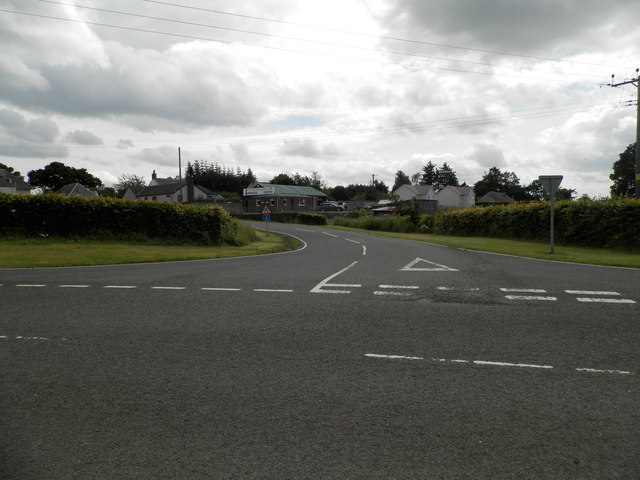
Blick auf den Ort

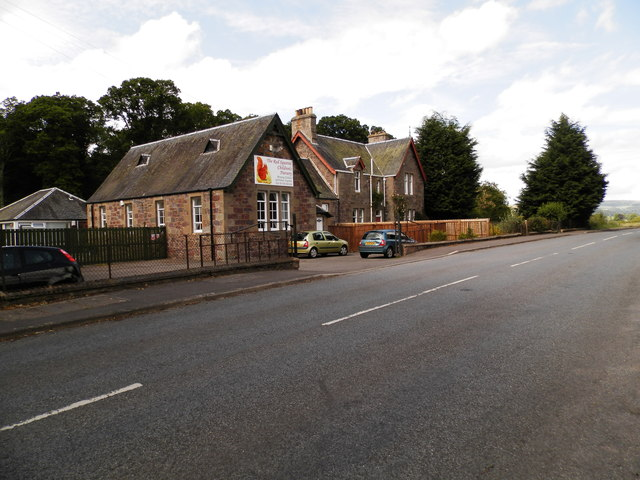
Altes Schulhaus in Glendoick

Glendoick ist eine kleine Ortschaft, die im Norden von Schottland zwischen Perth im Westen und Dundee im Osten in der Council Area Perth and Kinross liegt. Im Rahmen der historischen Gliederung Schottlands in Civil Parishes zählt es zu Errol, das zu Perthshire gehörte.

## Geographie
Glendoick liegt im Carse of Gowrie, einer flachen und überwiegend landwirtschaftlich genutzten Gegend. Wenig nördlich beginnen die Braes of the Carse, die die Vorberge der Sidlaw Hills bilden. An deren Rand steht Glendoick House. Die südöstliche Begrenzung von Glendoick bildet die A90. Nach Perth sind es etwa 8 Kilometer. Orte in der Nähe sind St Madoes im Südwesten, Leetown im Süden, Errol im Osten sowie Kilspindie im Nordosten.

## Historisch Bedeutsames
Die ältesten Häuser des Ortes lassen sich um das Jahr 1747, die Schule und das Schulhaus auf Anfang des 19. Jahrhunderts datieren. Aufgrund von Bewuchsmerkmalen, die im Rahmen von luftbildarchäologischen Untersuchungen aufgefallen waren, wurden in der Nähe von Glendoick zwei Souterrains entdeckt. Sie wurden 1999 als Scheduled Monuments ausgewiesen.